# Beelzebufo ampinga

Сравнение размеров B. ampinga и человеческая рука

Beelzebufo ampinga — гигантская ископаемая лягушка из семейства Ceratophryidae. Обитала на Мадагаскаре, известна по фрагментам скелета из пород возрастом 65—70 млн лет (поздний мел).

## Этимология названия
Описана в 2008 году. Родовое название Beelzebufo является контаминацией лат. Beelzebub («Вельзевул») и «bufo» — «жаба». Видовое название ampinga на малагасийском означает «щит» и указывает на сильное окостенение черепа лягушки.

## Описание
Beelzebufo ampinga, возможно, была самой большой лягушкой из всех когда-либо существовавших: она достигала 41 см в длину (со сложенными ногами) и весила предположительно 4,5 кг, в то время как размеры самой крупной из живущих ныне лягушек, лягушки-голиафа, составляют лишь 32 см и 3,3 кг соответственно. У Beelzebufo были мощное телосложение, короткие ноги и очень широкий рот с мощными челюстями. Поскольку ближайшими современными родственниками Beelzebufo являются южноамериканские лягушки-рогатки, она, вероятно, также могла иметь рога на голове.
В 2017 году международная группа учёных, возглавляемая специалистами Калифорнийского политехнического института, исследовала силу укуса  Beelzebufo ampinga. В основу была положена установленная учёными зависимость силы укуса от размера земноводного. Сила укуса Beelzebufo ampinga и некоторых современных крупных лягушек составляет порядка 500—2200 ньютонов. Для сравнения, сила укуса человека оценивается примерно в 800—900 ньютонов, а тираннозавра — 35 000 ньютонов.

## Образ жизни и питание
Предполагают, что Beelzebufo ampinga населяла полузасушливые биотопы, была такой же агрессивной, как лягушки-рогатки, так же нападала на добычу из засады и охотилась на мелких животных — скорее всего, небольших позвоночных величиной до собственного размера, таких как мелкие млекопитающие, ящерицы и лягушки, а возможно, учитывая её размеры, питалась и новорождёнными динозаврами.